# 鈍吻古鱷
鈍吻古鱷（學名Paleosuchus palpebrosus），又稱矮鱷魚、盾吻古鳄、钝吻侏儒凯门鳄,是一种生活在南美洲北部和中部的小型鳄鱼，是世界上體型最小的鱷魚品種之一，成年後體型最小可到1.2米，身體上的皮有骨板加以強化，體色為啡色，加以深啡色或黑色的橫向帶狀斑紋，口鼻部平滑，雙眼之間無骨脊。
鈍吻古鱷主要分佈於南美洲北部，棲息在洪氾森林裏。這種鱷魚會用腐爛的植物於泥巴築巢，雌鱷每次生12隻蛋。
分布在玻利维亚、巴西、哥伦比亚、厄瓜多尔、圭亚那、巴拉圭、秘鲁、苏里南和委内瑞拉。它们主要栖息在河滨森林和湖、河畔的洪溢林。它们可以忍受其他短吻鳄无法承受的低温，在干旱时节能穿越干地寻找水源。
钝吻古鳄是新大陆鳄鱼中体型最小的。雄性体长1.6米，雌性不超过1.2米。有记录的最大的钝吻古鳄长1.72米。成体重6-7千克。钝吻古鳄无论背侧还是腹侧都有厚实的鳞甲，如此一来即使它们体型较小，也不怕掠食者的威胁。
钝吻古鳄通常是夜行性的。成年鳄鱼以鱼类、两栖类、小型哺乳类、鸟类、螃蟹、虾、软体动物和其他无脊椎动物为食。亚成体则主要捕食鱼类、甲壳类、蝌蚪、蛙类和蜗牛和其他陆生无脊椎动物，如甲虫。

## 資料來源
1. ↑  Magnusson, W.E.; Campos, Z.; Muniz, F. . The IUCN Red List of Threatened Species. 2019, 2019: e.T46587A3009946  [19 November 2021]. doi:10.2305/IUCN.UK.2019-1.RLTS.T46587A3009946.en .

- 《自然珍藏系列：兩生爬行類圖鑑》 ISBN 952-469-519-0